# Friedrich von Passow
Friedrich Wilhelm Karl von Passow (* 16. Juli 1865 in Aasbüttel; † 25. Dezember 1929) war ein deutscher Generalleutnant der Reichswehr.

## Leben
Nach dem Besuch des Kadettenkorps wurde Passow am 14. April 1884 als Sekondeleutnant dem 8. Brandenburgischen Infanterie-Regiment Nr. 64 (Prinz Friedrich Carl von Preußen) der Preußischen Armee in Prenzlau überwiesen. Am 19. September 1888 schied er aus der Armee aus, trat zur Kaiserlichen Marine über und wurde als Marineinfanterist im Seebataillon angestellt. Mit der Bildung des II. Seebataillons erfolgte am 1. April 1889 seine Versetzung zu diesem Verband. Hier diente er als Kompanieoffizier der 4. Kompanie und war zu Übungszwecken vom 24. April bis zum 22. September 1890 auf dem Panzerschiff Friedrich der Große mit dem Ziel Dänemark und Norwegen eingeschifft. Zum 16. Juni 1891 schied Passow aus der Marine aus und wurde im Infanterie-Regiment Nr. 97 der Armee in Saarburg wieder angestellt.
Am 27. Januar 1893 avancierte Passow zum Premierleutnant und absolvierte ab Oktober 1893 für drei Jahre die Kriegsakademie. Im Anschluss daran wurde er nach Flensburg in das Füsilier-Regiment „Königin“ (Schleswig-Holsteinisches) Nr. 86 versetzt. Daran schloss sich Ende Januar 1898 seine Kommandierung als Adjutant der 39. Infanterie-Brigade in Hannover an. In dieser Eigenschaft am 22. März 1898 zum Hauptmann befördert, trat Passow mit der Ernennung zum Kompaniechef im
1. Hanseatischen Infanterie-Regiment Nr. 75 am 12. September 1902 mit Wirkung zum 1. Oktober 1902 in den Truppendienst zurück. Nachdem er am 1. März 1905 als Ehrenritter in den Johanniterorden aufgenommen wurde, erfolgte am 16. Juni 1905 seine Ernennung zum Adjutanten des Generalkommandos des X. Armee-Korps. Dort wurde Passow am 20. März 1906 zum überzähligen Major befördert, erhielt anlässlich des Ordensfestes im Januar 1908 den Kronen-Orden III. Klasse sowie im Februar 1909 die Erlaubnis zur Annahme des Ritterkreuzes I. Klasse des Ordens Heinrichs des Löwen. Mit der Ernennung zum Kommandeur des I. Bataillons im Großherzoglich Mecklenburgischen Füsilier-Regiment „Kaiser Wilhelm“ Nr. 90 wurde er am 24. März 1909 nach Rostock versetzt. In dieser Eigenschaft erhielt er im Juni 1909 die Erlaubnis zur Annahme des Ehrenritterkreuzes I. Klasse des Oldenburgischen Haus- und Verdienstordens des Herzogs Peter Friedrich Ludwig und am 9. April 1911 zur Annahme des Ehrenkreuzes des Greifenordens. Am 19. Juni 1912 wurde Passow als Kommandeur des 2. Schlesischen Jäger-Bataillons Nr. 6 nach Oels versetzt und stieg am 1. Oktober 1912 zum Oberstleutnant auf.
Mit Ausbruch des Ersten Weltkriegs gab Passow das Kommando am 1. August 1914 ab und avancierte am 8. November 1914 zum Oberst. Vom 13. Mai 1915 bis zum 4. September 1916 war er Kommandeur des Füsilier-Regiments „General-Feldmarschall Graf Blumenthal“ (Magdeburgisches) Nr. 36. In dieser Position erhielt er den Bayerischen Militärverdienstorden 3. Klasse mit der Krone und mit Schwertern. Ab dem 21. September 1916 war er Kommandeur der 209. Infanterie-Brigade, wurde am 22. März 1918 Generalmajor und ab dem 25. April 1918 Kommandeur der 4. Landwehr-Infanterie-Brigade. Daran schloss sich vom 22. September 1918 über das Kriegsende hinaus bis zum 22. Januar 1919 eine Verwendung als Kommandeur der 113. Infanterie-Division und anschließend bis zum 30. April 1919 als Kommandeur der 21. Infanterie-Brigade an.
Ab dem 1. Mai 1919 war Passow in der Vorläufigen Reichswehr Infanterieführer der Reichswehr-Brigade 11 und vom 18. Oktober 1919 bis zum 30. September 1920 in gleicher Position bei der Reichswehr-Brigade 6. Anschließend schied er im Zuge der weiteren Verringerung der Reichswehr mit dem Charakter als Generalleutnant aus dem Militärdienst aus.